# یامادا آریناگا
یامادا آریناگا (به ژاپنی: 山田 有栄 Yamada Arinaga) (۱۵۷۸–۱۶۶۸)یک سامورایی در دوره آزوچی-مومویاما و اوایل دوره ادو که در خدمت خاندان شیمازو در ولایت ساتسوما بود. او پسر ارشد یامادا آرینوبو بود.
در ۱۵۸۷ پس از اینکه پدرش تسلیم تویوتومی هیده‌ناگا در قلعه تاکا شد او به عنوان یک گروگان به تویوتومی هیده‌ناگا داده شد. او سپس به خدمت خاندان شیمازو در طول جنگ هفت ساله تهاجم هیده‌یوشی به کره (۱۵۹۸–۱۵۹۲) و نبرد سکیگاهارا ۱۶۰۰ درآمد. او همچنین ایجوئین تادازانه که یک شخص در خدمت خاندان شیمازو بود را برای اینکه از احتمال شورش جلوگیری کند، به قتل رسانده بود. یامادا در ارتش شوگون در ۱۶۳۷–۱۶۳۸ علیه شورش شیمابارا خدمت کرد. این شورش شامل دهقانان عمدتاً کاتولیک بود.